# Vilhelm Wohlert
Povl Vilhelm Wohlert (27. maj 1920 i København – 10. maj 2007 i Klampenborg) var en dansk modernistisk arkitekt og professor, der specielt er kendt som restaureringsarkitekt samt for sammen med Jørgen Bo at have skabt bygningen til museet Louisiana.

## Uddannelse
Han var søn af korrespondent, senere afdelingschef Viggo Wohlert (tog navneskift fra Wohlert Hansen) og Karen Kirstine Andrea Paarup. Wohlert blev student 1938 og uddannet fra Kunstakademiets Arkitektskole i 1944. Han var ansat hos Sven Ivar Lind, Sven Markelius og Hakon Ahlberg i Stockholm 1946-47 og drev egen tegnestue fra 1949.

## Karriere
Efter endt uddannelse etablerede han sammen med Jørgen Bo tegnestuen Bo og Wohlert, der særligt blev kendt for kunstmuseet Louisiana i Humlebæk, opført fra 1957. Af andre projekter kan nævnes boligbebyggelsen Kirstineparken i Hørsholm (1965-1968), Stengård Kirke (1962), Teknologisk Institut i Høje Taastrup (1970-1978), Frederik IX's Kapel ved Roskilde Domkirke (1985-1986, med Inger og Johannes Exner) samt restaureringer af Dehns Palæ (1984-1986) og Hørsholm Kirke (1987-88) og Sankt Ansgars Kirke (1989-1992).
Ved siden af Louisiana tegnede Wohlert også enfamiliehuse samt andre museumsbygninger og kirker. Han arbejde også med restaurering af blandt andet Vor Frue Kirke (København) og flere kongelige slotte. Endelig tegnede han i mindre omfang møbler.
Arbejdet med at udforme Louisiana kom til at blive en livsopgave for Vilhelm Wohlert, der fik opgaven i 1956 af museets grundlægger, Knud W. Jensen. Jensen deltog aktivt i arbejdet med at planlægge bygningen, men det faglige stod Wohlert for sammen med sin kollega Jørgen Bo, og de brugte 33 år på opgaven, inden den sidste udvidelse stod færdig.
Wohlert var fra 1968 til 1986 professor i bygningskunst ved Kunstakademiets Arkitektskole.
Han giftede sig 6. juni 1946 i København med sygeplejerske Birgit Maria Theresia Bredholt (født 15. oktober 1922 på Frederiksberg), datter af grosserer, senere direktør Kai Aage Johannes Bredholt og Esther Maria Ballin. Wohlerts tegnestue er videreført af sønnen Claus Wohlert under navnet Wohlert Arkitekter A/S.

## Tillidshverv
Wohlert var visiting professor ved University of California, Berkeley 1951-53, rådgiver for Ford Foundation i Indien 1960, medlem af bestyrelsen for Oversøisk Institut fra 1962, medlem af Akademiraadet 1968-76 og 1981-87 samt vicepræsident for Det Kongelige Akademi for de Skønne Kunster 1968-70, arkitekt for Roskilde Domkirke 1971-91, formand for Den danske ICOMOS Komité 1972-78 samt UNESCO-rådgiver i Afghanistan 1974-75, Yemen 1976, Marokko 1977 og Tyrkiet 1984. Han var rådgivende arkitekt for de kgl. slotte og bygninger 1976-84, medlem af Académie d'Architecture, Paris 1983, medlem af bestyrelsen for Margot og Thorvald Dreyers Fond 1985-95 og af Det Særlige Bygningssyn 1987-91.

## Hæder
Han modtog Ny Carlsbergfondets store rejselegat 1947, legat fra Danmark-Amerika Fondet 1951, K.A. Larssens og Hustru L.M. Larssens født Thodbergs Legat 1952, Eckersberg Medaillen 1958, Træprisen 1958 (sammen med Jørgen Bo), Bundespreis Gute Form, Berlin 1972, diplom fra Københavns Kulturfond 1974, 1976, 1979 og 1987, C.F. Hansen Medaillen 1979, Selskabet for Bygnings- og Landskabskulturs pris 1981, Dreyers Fonds Arkitekturpris 1982, DALs Arkitekturpris 1985 og Brolæggerprisen 1987. Wohlert blev Ridder af Dannebrog 1974.

## Værker
- F.A. Thieles butik, Købmagergade, København (1944-57, s.m. Kaare Klint, ikke bevaret)
- Udvidelse af Maribo Rådhus (1949-51, s.m. Rolf Graae)
- Gæstehus for Niels Bohr, Tisvilde (1956-57)
- Kunstmuseet Louisiana, Humlebæk (1956-91, s.m. Jørgen Bo)
- Piniehøj, boligbebyggelse på den nedrevne Villa Piniehøjs grund, Strandvejen, Rungsted (1960-62, se Kristoffer Varming)
- Bukkeballevej 88, villa, Rungsted Kyst (1960, s.m. Jørgen Bo)
- Gyldendals ekspeditionslager, København (1962-63)
- Stengård Kirke, Gladsaxe (1961-62 s.m. Rolf Graae, udvidet s.m. Claus Wohlert 1990-91)
- Kirstineparken, Hørsholm (1962-64, s.m. Jørgen Bo)
- Uddannelsescenter, Monastir, Tunesien (1965-67, s.m. Jørgen Bo)
- Borrebakken, plejehjem, Kongens Lyngby (1968-70 s.m. Jørgen Bo)
- Margrethekirken, København (1968-70, 1. præmie 1959, s.m. Rolf Graae)
- Teknologisk Institut, Høje Taastrup (1968-78)
- Ny fløj, Schæffergården konferencecenter, Jægersborg (1970-72)
- Hoffmansminde, plejehjem, København (1970-72)
- Sankt Antoni Kirke, Brønshøj, København (1970-72, katolsk)
- Sankt Jørgens Kirke, Næstved (1975-77, s.m. Rolf Graae)
- Uddannelsescenter, Kzar El Boukhari, Algeriet (1978-82, s.m. Hans Munk Hansen)
- Begravelseskapel for Frederik IX, Roskilde Domkirke (1984-86, s.m. Inger og Johannes Exner)
- Gustav Lübcke Museum, Hamm, Tyskland (1984-93, s.m. Jørgen Bo)
- Vejleå Kirke, Ishøj (1985-97, s.m. Claus Wohlert)
- KTAS, administration og lager, København (1986-89, s.m. Viggo Kanneworff og Niels Munk)
- Enfamiliehuse i Danmark og Sverige
- Møbler, inventar og armaturer for Le Klint og Louis Poulsen

### Restaureringer og ombygninger
- Ombygning og nyindretning af Musikhistorisk Museum, København (1963-65, s.m. Jørgen Bo)
- Ny Carlsberg Glyptotek, ombygning og indretning (1954-56, s.m. Viggo Sten Møller)
- Ny Carlsbergfondet, Bryggergården, Brolæggerstræde, København (1973-75)
- Restaurering af Vor Frue Kirke i København (1977-79)
- Restaurering og indretning af Dehns Palæ, Bredgade, København (1977-80, brændt 2010)
- Museum Bochum, Tyskland (1977-83, 1. præmie 1977, s.m. Jørgen Bo)
- Bevaringsplan for Nyborg (1978-79)
- Bevaringsplan for Bondebyen, Lyngby (1980-81)
- Restaurering af Hørsholm Kirke (1979-95)
- Restaurering og indretning af Det Gule Palæ, Amaliegade, København (1980-82)
- Restaurering af Det kinesiske Lysthus i Frederiksberg Have (1982-84, s.m. Simon Christiansen)
- Restaurering af Sankt Ansgars Kirke, Bredgade, København (1987-92)
- Ombygning af Garnisons Kirke, København (1987-95)
- Montrerum, Davids Samling, Kronprinsessegade, København (1989-90)
- Restaurering og indretning af Karen Blixen Museet, Rungsted (1990-94, s.m. Claus Wohlert)
- Nyt orgel, Vor Frue Kirke, København (1993-94)

### Ikke-vundne konkurrencer
- Bibliotek i Maribo (1946 1. præmie, s.m. Rolf Graae)
- Minde for Ole Rømer (1946, 1. præmie, s.m. Jan Buhl)
- Dørgreb, Perspektiva A/S (1949, 1. præmie)
- Römisch-Germanische Museum, Köln (1962, indkøbt, s.m. Jørgen Bo)
- Museum Stuttgart (1977, 2. præmie, s.m. Jørgen Bo)
- Rådhus i Aabenraa (1980, 2. præmie, s.m. Niels Munk)
- Bibliotek i Ringsted (1982, 2. præmie, s.m. samme)
- Altankonkurrence (1982, 2. præmie)

### Skriftlige arbejder
- "Fra en rejse i Egypten" i: Aarstiderne, 1949.
- "J.C. Jacobsens Bryggergaard i Brolæggerstræde" i: Aarstiderne, 1977.
- "Om kuppelsalens restaurering på Fredensborg Slot i: Nationalmuseets Arbejdsmark, 1979.
- "Vor Frue Kirkes restaurering" i: Københavns Stiftsårbog, 1979.
- "Om farverne i Vor Frue Kirke" i: Architectura, 1980.
- Restaurering i Cairo, Kunstakademiets nytårspublikation 1984.
- Strejftog, Anders Nyborg privattryk, 1987.
- Paa Wegners tid: Om Kaare Klint som lærer, 1989.

Desuden artikler i Arkitekten og Arkitektur